# بيل رويس
بيل رويس (بالإنجليزية: Bill Royce)‏ هو لاعب كرة قدم أمريكية أمريكي، ولد في 14 يوليو 1971 في ماونت غيلاد في الولايات المتحدة.